# Uganda ai Giochi della XX Olimpiade
L'Uganda partecipò ai Giochi della XX Olimpiade, svoltisi a Monaco di Baviera dal 26 agosto all'11 settembre 1972, con una delegazione di 33 atleti impegnati in 3 discipline per un totale di 19 competizioni. Portabandiera alla cerimonia di apertura fu John Akii-Bua, che avrebbe raggiunto la fama mondiale vincendo la gara sui 400 metri ostacoli. Fu la quinta partecipazione ai Giochi estivi dell'Uganda, che conquistò, oltre alla prima medaglia d'oro olimpica della sua storia, anche una medaglia d'argento nel pugilato.

## Medaglie
| Medaglia | Nome          | Sport            | Evento       |
| -------- | ------------- | ---------------- | ------------ |
| Oro      | John Akii-Bua | Atletica leggera | 400 ostacoli |
| Argento  | Leo Rwabwogo  | Pugilato         | Pesi mosca   |